# Daniel Finkenstein
Daniel Finkenstein (* 22. Juli 1987 in Schwerin) ist ein deutscher Handballkreisläufer. Derzeit spielt er beim Bad Doberaner SV'90 e.V. in der Oberliga-Ostseespree.

## Karriere
Finkenstein begann seine Karriere im Alter von dreizehn Jahren beim Gesamtverein SV Post Telekom Schwerin. Diesem Verein blieb er bis zum Sommer 2008 treu. Er wurde unter anderem Nordostdeutscher Meister in der A-Jugend und erreichte den dritten Platz bei der deutschen Meisterschaft der A-Jugenden.
Seit der Saison 2006/2007 spielte er in der 1. Männermannschaft des SV Post Schwerin in der 2. Handball-Bundesliga Nord. Da er im Herbst 2008 ein Lehramtsstudium in Flensburg antrat, wechselte er auf Grund dieses Studiums zur SG Flensburg-Handewitt, wo er dem Kader der 2. Männermannschaft angehörte. Im August 2012 schloss er sich dem Mecklenburger HC an, der in der Ostsee-Spree-Liga spielte. Nachdem sich 2013 der Mecklenburger HC und der SV Post Schwerin zum SV Mecklenburg Schwerin zusammenschlossen, lief er bis 2019 für diesen Verein in der 3. Liga auf. Anschließend schloss er sich dem damaligen MV-Ligisten Doberaner SV an.

## Erfolge
- dritter Platz bei Deutscher Meisterschaft der A-Jugend
- Nordostdeutscher Meister der A-Jugend
- 2020 Aufstieg in die Ostseespreeliga mit dem Doberaner SV